# Paris-Roubaix de 1970
A 68.ª edição da Paris-Roubaix teve lugar a 12 de abril de 1970 e foi vencida em solitário pelo belga Eddy Merckx. Esta é sua segunda vitória. A distância entre Merckx e Roger De Vlaeminck (5min 21s) é a maior entre o primeiro e o segundo classificado em toda a história desta prova.

## Classificação final
| Posição | Ciclista            | Equipa               | Tempo      |
| ------- | ------------------- | -------------------- | ---------- |
| 1       | Eddy Merckx         | Faemino-Faema        | 6h 23' 15" |
| 2       | Roger De Vlaeminck  | Flandria-Mars        | + 5' 21"   |
| 3       | Eric Leman          | Flandria-Mars        | + 5' 29"   |
| 4       | André Dierickx      | Flandria-Mars        | m. t.      |
| 5       | Walter Godefroot    | Salvarani            | + 7' 07"   |
| 6       | Frans Verbeeck      | Geens-Watney-Diamant | m. t.      |
| 7       | Jan Janssen         | Bic                  | m. t.      |
| 8       | Roger Rosiers       | Bic                  | m. t.      |
| 9       | Gerben Karstens     | Peugeot-Michelin-BP  | + 8' 05"   |
| 10      | Jean-Pierre Monseré | Flandria-Mars        | m. t.      |